# Дусев, Алексей Николаевич
Алексе́й Никола́евич Дусев — сотрудник Министерства внутренних дел Российской Федерации, капитан милиции, погиб при исполнении служебных обязанностей во время Второй чеченской войны, кавалер ордена Мужества (посмертно).

## Биография
Алексей Николаевич Дусев родился 26 декабря 1975 года в посёлке Самойловка Саратовской области. Окончил среднюю общеобразовательную школу № 1 в родном посёлке. В ноябре 1995 года поступил на службу в органы Министерства внутренних дел Российской Федерации. Начинал службу обычным милиционером, позднее окончил Волгоградскую академию МВД Российской Федерации, после чего служил оперуполномоченным, старшим оперуполномоченным по особо важным делам Отряда милиции специального назначения при Главном управлении внутренних дел Волгоградской области.
В ходе контртеррористической операции на Северном Кавказе Дусев шесть раз командировался в горячие точки, неоднократно участвовал в столкновениях с незаконными вооружёнными формированиями сепаратистов, проявляя при этом мужество и героизм. За многочисленные боевые отличия он был награждён медалями ордена «За заслуги перед Отечеством» 1-й и 2-й степеней, медалями «За отвагу» и «За отличие в охране общественного порядка».
10 ноября 2003 года в ходе очередной командировки на Северный Кавказ, на сей раз в Республику Ингушетию, Дусев со своими товарищами и сотрудниками Федеральной службы безопасности Российской Федерации принимал участие в специальной операции по выявлению местонахождения и задержанию главаря бандформирования, причастного к целому ряду террористических актов, в том числе подрыве здания ФСБ в городе Магасе и взрыве поезда в Северной Осетии. Бандит был обнаружен в станице Орджоникидзевской. Заметив приближающихся милиционеров и чекистов, он и несколько его сообщников открыли плотный огонь и попытались скрыться на автомашине. Дусев бросился наперерез автомобилю и, несмотря на полученное ранение в шею, сумел уничтожить находившегося в ней преступника. От полученного ранения он скончался на месте.
Указом Президента Российской Федерации капитан милиции Алексей Николаевич Дусев посмертно был удостоен ордена Мужества.

## Память
- В честь Дусева названа улица в городе Волгограде[4].
- На родине Дусева ежегодно проводятся памятные мероприятия, в том числе турнир по мини-футболу[5].
- Навечно зачислен в списки личного состава Отряда милиции специального назначения Главного управления внутренних дел по Волгоградской области[2].